# SCB OG1 961–964
Die zweiachsigen gedeckten Güterwagen der Gattung OG1 mit den Nummern 961–964 waren ab 1893 bei der Schweizerischen Centralbahn (SCB) zum Transport von Bier im Einsatz.

## Geschichte
1893 baute die Schweizerische Industrie-Gesellschaft für die Brauerei zum Cardinal in Basel vier Bierwagen die bei der SCB eingestellt wurden.
Sie waren mit einem Eisreservoir mit einem Fassungsvermögen von 1,2 m³ ausgerüstet und verfügten über zwei Dachlüfter und ein Sonnendach. Wie damals bei allen Schweizer Bahnen üblich hatten Bierwagen einen weissen, wärmeabweisenden Anstrich und trugen eine rote und schwarze Beschriftung.
Nach der Verstaatlichung der SCB 1902 wurden die Wagen bei den Schweizerischen Bundesbahnen (SBB) immatrikuliert. Wie lange sie dort noch im Einsatz waren ist nicht bekannt.